# 王进 (五代)
王进（？—954年），五代十国时幽州良乡（今北京市房山区）人。
王进年轻时勇悍，跑步速度就像奔马。曾经聚党为盗，符彦超派人用钱将他招置麾下。长兴初年，符彦超镇守安州，部曲王希全构乱，派王进驰奏京师，唐明宗嘉赏他的速度，让他隶属于宁卫指挥。契丹攻打胶口，王进追擒六十七人。刘知远为侍卫亲军指挥使，以王进为军校。刘知远为河东节度使，让他在军中传递紧急文书，自太原至开封，六七日便能复返。后周建立后，王进因功历任为虎捷右厢都指挥使、汝州防御使、郑州防御使、相州彰德军节度使。显德元年秋，病卒，赠检校太师。